# Орден Гражданских заслуг (Марокко)
Национальный орден Заслуг — государственная награда Королевства Марокко за гражданские заслуги.

## История
Орден Гражданских заслуг (Wissam al-Rida) был учреждён королём Марокко Хасаном II 14 декабря 1966 года для вознаграждения марокканских подданных за похвальные заслуги гражданского характера.
Орден учреждался в трёх классах – специальном, первом и втором. Для каждого класса устанавливалась квота максимального количества прижизненных награждённых.
Награждённые специальным классом ордена Гражданских заслуг имеют право по прошествии пяти лет на награждение орденом Трона класса Кавалера.
18 января 1983 года были внесены изменения в статут награды: орден был переименован в Национальный орден Заслуг (Wissam al-Istihkak al-Watani), были увеличены квоты для специального класса, награждённые специальным классом имеют право по прошествии пяти лет на награждение орденом Трона класса Офицера.

## Степени
Три класса:
| Класс                   | Специальный класс Золото | 1 класс Серебро | 2 класс Бронза |
| Орденская планка        |                          |                 |                |
| Квота (до 1983 года)    | >1000                    | >10000          | >20000         |
| Квота (после 1983 года) | >6000                    | >10000          | >20000         |

Знак ордена вручается на нагрудной ленте.

## Описание
В зависимости от класса знак ордена изготавливается из позолоченного серебра, серебра или бронзы.
Знак ордена – круглая медаль, по краю которой венок из оливковых листьев с видимыми плодами, накрест перевитый лентой в верху и внизу. В центре круглый медальон красной эмали с тонкой каймой зелёной эмали. В медальоне накладка в виде государственного герба Марокко, под которым надпись на арабском языке.
Реверс знака гладкий матированный.
Орденская лента шёлковая муаровая красного цвета с двумя белыми полосками, отстающими от края.